# Palazzo Albergati (Zola Predosa)
Palazzo Albergati (detto anche Villa Albergati) è un palazzo di età barocca sito nella campagna bolognese nei pressi di Zola Predosa.
Maestosa residenza di campagna della famiglia Albergati, è ritenuta una delle più importanti ed originali opere architettoniche di tutto il Seicento europeo.

## Storia
Il palazzo fu costruito a partire dalla seconda metà del XVII secolo su commissione del marchese Girolamo Albergati Capacelli (ambasciatore di Bologna a Roma e decano del Senato bolognese) che si era riproposto di superare in magnificenza tutte le residenze dei nobili bolognesi. Dopo un infruttuoso concorso aperto a svariati architetti di fama, la progettazione del palazzo fu affidata all'anziano architetto di famiglia Bonifacio Socchi e a Gian Giacomo Monti, giovane scenografo che si era formato con Agostino Mitelli, pittore e architetto bolognese esponente di una tradizione che faceva di un sontuoso gusto ornamentale e di una continua ricerca di stupefacenti effetti illusionistici i suoi punti di forza. I lavori per la costruzione iniziarono nel 1659 e si protrassero per una trentina d'anni.
Il palazzo fu venduto dagli Albergati ai Legnani, i quali lo cedettero nel 1853 al marchese Pietro Zambeccari. Circa vent'anni dopo gli eredi Zambeccari vendettero nuovamente la proprietà al genovese Angelo Emanuele Calcagno, la cui figlia Manuelita sposò il duca Romualdo Braschi-Onesti di Roma, al quale pervenne la villa. La figlia di questi ultimi, Giulia Braschi-Onesti, sposò Clemente Theodoli, i cui discendenti Pio e Marcello ricevettero il palazzo in eredità. Oggi è sede di convegni ed eventi.

## Descrizione

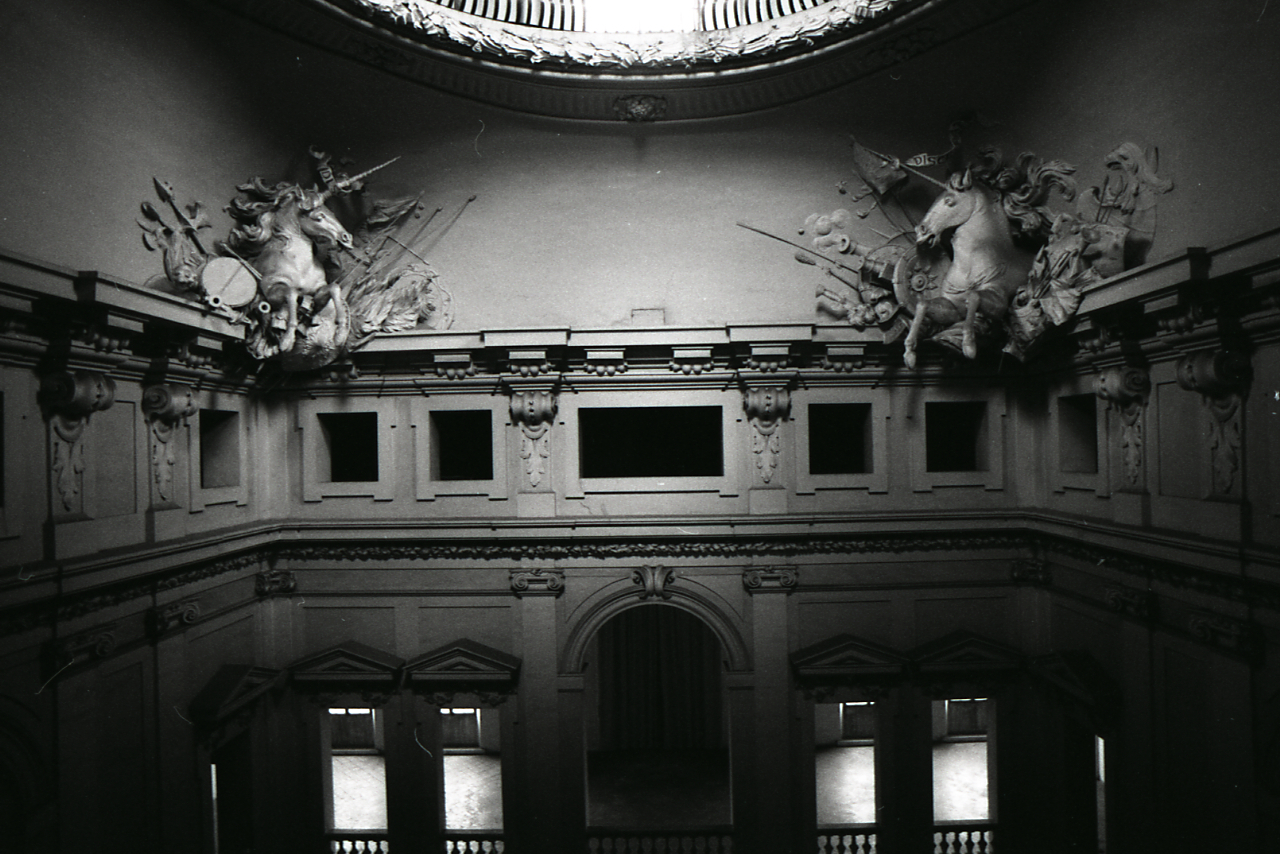
Stucchi nel soffitto del salone delle feste (foto: Paolo Monti)

L'edificio colpisce per le eccezionali dimensioni e per l'insolito contrasto tra l'austerità dell'esterno e la spazialità barocca dell'interno, impreziosita ed esaltata da un ciclo di affreschi particolarmente rappresentativi della scuola emiliana dei secoli XVII e XVIII. I soffitti a volta, affrescati con temi mitologici, raffigurano opere di Alboresi, Colonna, Burrini, Pesci, Valliani, Bigari e Orlandi. Le scale del palazzo sono note per la loro bizzarria: elicoidali, a doppia spirale, a chiocciola, a gradini asimmetrici.
Il Palazzo ha mantenuto intatto l'assetto iniziale e costituisce uno dei massimi esempi di architettura barocca in Italia.
La campagna che circonda la villa si inserisce nella geometria dei fossi della pianura circostante e racconta della doppia funzione del palazzo: luogo di villeggiatura, ma anche di amministrazione della proprietà terriera.

## Utilizzo
Fin dai primi anni le sue grandi sale furono utilizzate da Francesco Albergati Capacelli, commediografo e attore, come teatro per musica e prosa. In breve tempo il Palazzo si trasformò in un centro vivissimo di vita mondana e culturale ospitando papi, re, principi, musicisti, letterati, scienziati e famosi avventurieri. Nel corso dei secoli ha ospitato illustri personaggi della politica e della cultura europea, da Carlo Goldoni (che per il teatro della villa scrisse sei commedie) a Voltaire, da Juan Carlos di Spagna a Luciano Pavarotti.
Attualmente i suoi spazi vengono utilizzati per mostre, concerti, convegni e cerimonie.